# 민속힌두교
민속힌두교(Folk Hinduism), 인도의 민간신앙(Indian Folk Religion) 또는 대중적인 힌두교(Popular Hinduism)는 민간신앙적 측면의 힌두교이다. 민속힌두교는 애니미즘과 결합된 명목상의 힌두교로, 브라만교 · 베단타 학파 · 힌두 철학과 같은 힌두교의 학문적 · 신비적 측면과는 대치된다. 민속 힌두교는 완전한 다신교로, 일원론이나 일신교적 교의를 강조하는 브라만교나 베단타 학파와는 반대된다. 민속힌두교의 많은 민간신앙적 측면이 힌두 철학의 형성 이전에 성립되었기 때문에 "민속힌두교"보다는 "인도의 민간신앙"이 더 정확한 용어라 할 수 있다.
민속힌두교는 중국의 민간신앙이 중국 사회에서 차지하는 위치와 신토가 일본 사회에서 차지하는 위치와 동일한 위치를 인도 사회에서 차지한다. 이들 종교들은 종종, 예를 들어, 불교나 베단타 학파와 같은 좀 더 정규적인 철학적 세계관과 뒤섞여 실천되는 모습으로 나타난다. 예를 들어, 중국인들 중 민속적이며 토속적인 세계관을 가진 사람들 중 대다수는 유교 · 불교 · 도교의 삼교(三敎)를 따르는데 도교는 중국의 토착 민간 신앙에서 기원한 것으로 다른 두 종교보다 민간 신앙적 측면이 더 강하다. 일본에서, 민속적 세계관은 흔히 신토와 불교와 결합된 모습으로 나타난다.
전통적인 인도의 민간신앙을 따르는 사람들은 정부의 인구 통계 조사에서 자신의 종교를 힌두교라고 기재하며 또한 이들은 종종 다른 종교를 민간신앙과 결합하여 행하기 때문에, 전통적인 인도의 신앙을 따르는 사람들의 수를 알기는 어렵다. 하지만 그 수는 상당할 것으로 여겨지고 있다.

## 같이 보기
- 인도 신화
- 힌두교의 신
- 힌두교의 단일신교적 측면(Henotheistic aspects of Hinduism)
- 말레이시아의 힌두교(Hinduism in Malaysia)
- 베다족(Vedda people)

## 참고 문헌
- Vineeta Sinha, 《Problematizing Received Categories: Revisiting ‘Folk Hinduism’ and ‘Sanskritization’》, Current Sociology, Vol. 54, No. 1, 98-111 (2006)
- Vineeta Sinha , 《Persistence of ‘Folk Hinduism’ in Malaysia and Singapore》, Australian Religion Studies Review Vol. 18 No. 2 (Nov 2005):211-234
- Stuart H. Blackburn, 《Inside the Drama-House: Rama Stories and Shadow Puppets in South India》, UCP (1996), ch. 3: "Ambivalent Accommodations: Bhakti and Folk Hinduism".
- Stuart H. Blackburn, 《Death and Deification: Folk Cults in Hinduism》, History of Religions  (1985).
- David N. Gellner, 《Hinduism. None, one or many?》, Social Anthropology  (2004), 12: 367-371 Cambridge University
- L. E. Nelson (ed.), 《Purifying the Earthly Body of God: Religion and Ecology in Hindu India》, New York (1998).